# Chevrolet Nova
Chevrolet Chevy II / Nova, bilmodell tillverkad av Chevrolet. Den tillverkades 1962-79. Årsmodellerna 1962-1965 kallas generation 1. 1966-67 generation 2. 1968-74 generation 3. 1975-79 generation 4.
Modellen fanns med flera motoralternativ, där det största var en V8 på 396 kubiktum (6,42 liter). 1970 blev motorn 402 kubiktum (6,58 liter) men man behöll modellbeteckningen 396 (SS 396). 1969 byggdes även ett antal Novor om av legenden Don Yenko. De bilar som mötte hans fingrar fick en 427 kubiktum (7,00 liter) stor V8 från Camaro och Chevelle under huven. Det fanns även andra handlare som uppgraderade sin salubilar. En av de firmor som hade de största motorerna var Baldwin Motion, dessa bilar kunde levereras med en uppgraderad 454 LS6 på ca 600 hästkrafter. Under åren 1985-88 såldes även Toyota Sprinter under namnet Chevrolet Nova i USA. Dessa har dock ingenting med Novans ursprungliga modell att göra.

## Filmer
- I filmen Death Proof rattar Kurt Russell en Chevrolet Nova 68-72.
- I filmen Beverly Hills Cop (Snuten i Hollywood) kör snuten Axel Foley (Eddie Murphy) runt i en blå Chevy Nova 1970.